# Radband

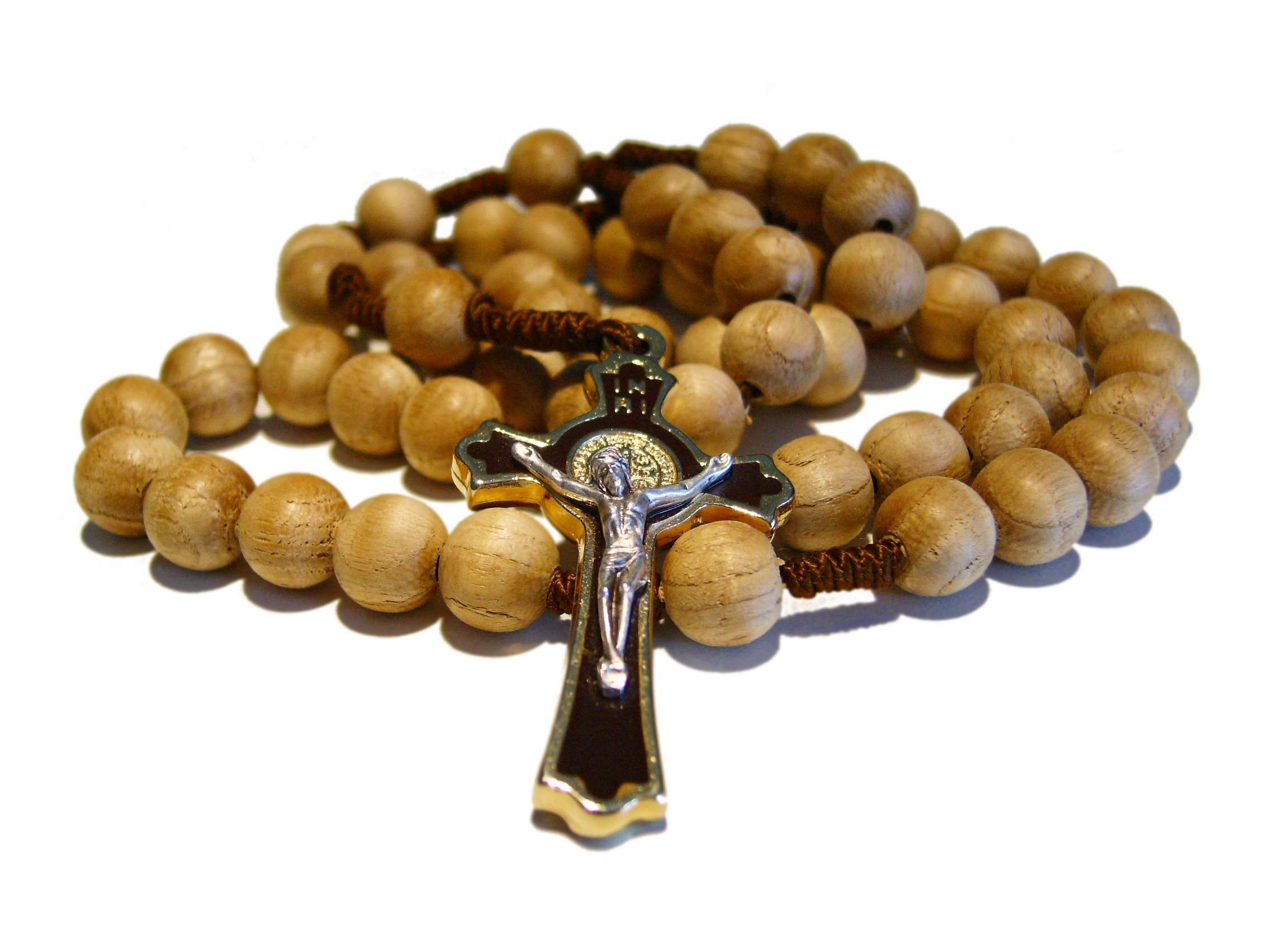
Romersk-katolskt radband vid namn rosenkrans.

Radband är ett snöre på vilket kulor eller pärlor har trätts upp och som används inom vissa religioner som hjälp vid räknandet av ett föreskrivet antal böner. 

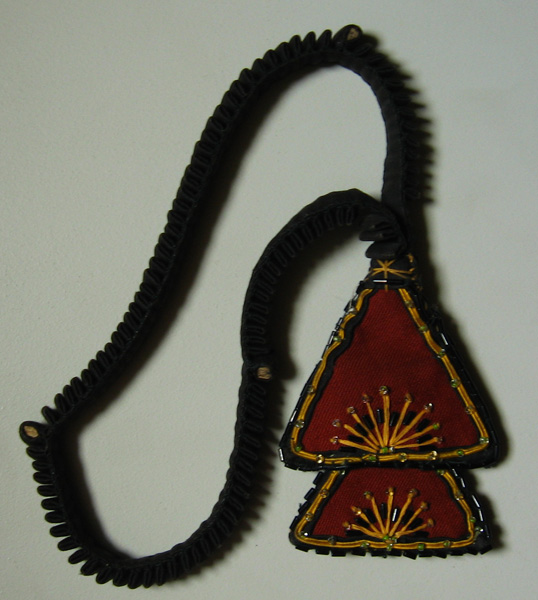
Gammaltroende radband vid namn Lestovka.

Radband används främst inom den Romersk-katolska och Östortodoxa kyrkan (bönerep), men det förekommer även i vissa grupper inom islam, buddhism och hinduism. 

## Religioner

### Kristendom

#### Romersk-katolska kyrkan
Radband används inom den Romersk-katolska och Östortodoxa kyrkan. Ordet är en förvrängning av ravband, där rav är ett äldre ord för bärnsten, då de medeltida radbanden i Norden hade kulor av bärnsten. Inom den Romersk-katolska kyrkan kallas radbandet rosenkrans (latin: rosarium, paternoster). Det kom att brukas i Europa från medeltidens slut i samband med den så kallade rosenkransbönen. Man ber omväxlande ett Fader vår, tio Ave Maria och ett Ära vare Fadern, samtidigt som man betraktar vissa mysterier (Jesu födelse, lidande och förhärligande). Denna rosenkrans är den så kallade Dominikanska rosenkransen.
Utöver denna finns den så kallade Birgittinska rosenkransen som består av sex dekader i stället för fem. Det var påven den Salige Urban V (1362–70) som gav Heliga Birgitta tillstånd av sprida denna form av rosenkrans. Mariastatyn i Lourdes-grottan i södra Frankrike bär en Birgittinsk rosenkrans i sin hand.
Av katolikernas radband finns flera olika slag, till exempel den "lilla", omfattande 33 pärlor (efter Kristi levnadsår), den "vanliga", innehållande 55 och den "fullständiga" med 165 pärlor. Somliga av pärlorna är större och kallas paternosterpärlor, de övriga, mariapärlorna, är mindre. För var och en av de större läses ett Fader vår, för var och en av de mindre ett Ave Maria. Kulorna eller pärlorna är traditionellt av trä, sten, glas, korall eller elfenben. Numera[när?] förekommer även plast.

#### Östortodoxa kyrkan
Ett radband som är starkt bundet till den så kallade Jesusbönen och som till det yttre skiljer sig något från den västerländska rosenkransen används ofta inom den Östortodoxa kyrkan.
De gammaltroendes radband kallas för Lestovka.

### Buddhism
Inom buddhismen använder i regel 108 kulor.

### Islam
Inom islam finns det 33, 66 eller 99.

## Bilder

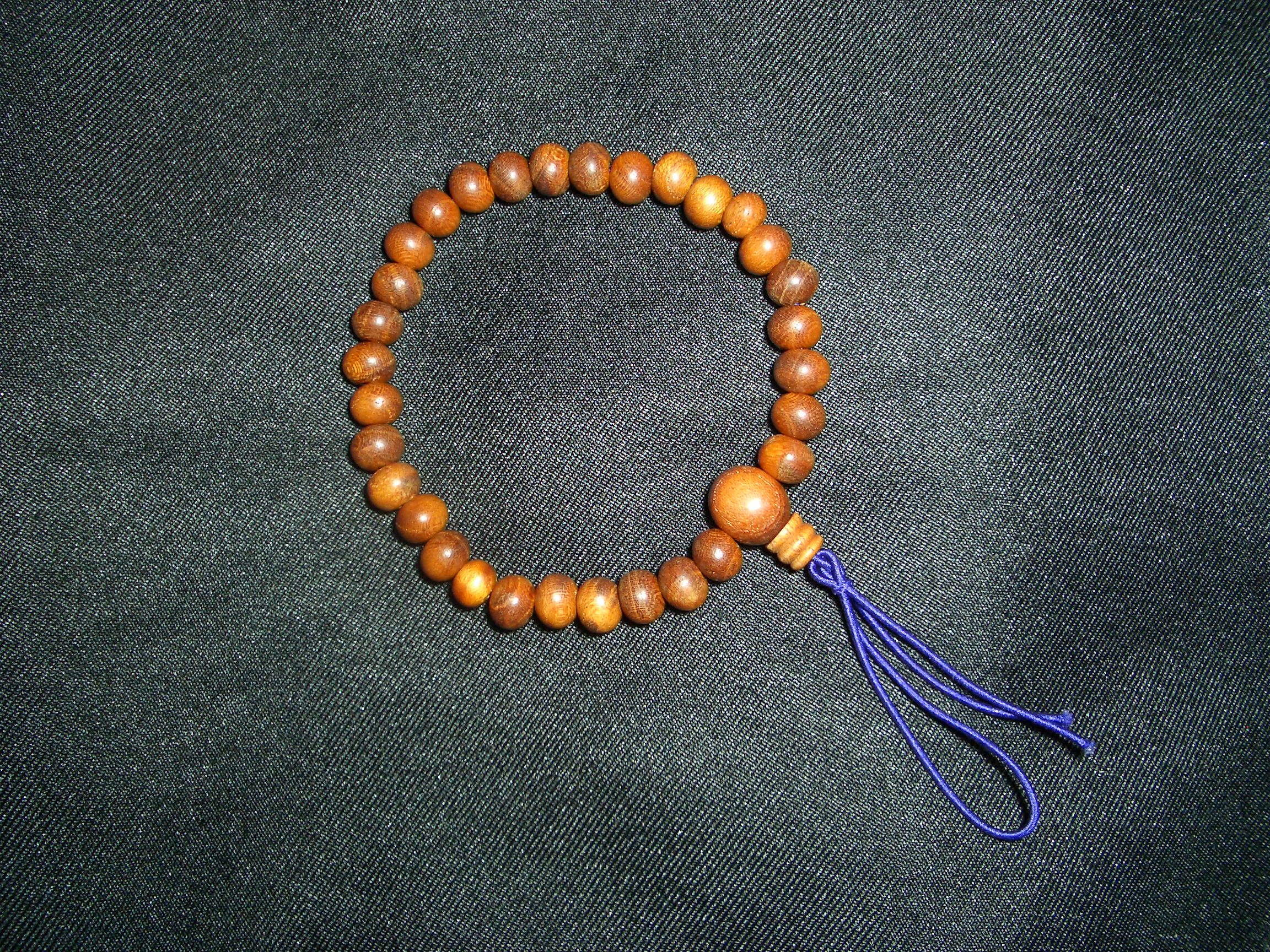
Radband för buddhister.